# 디가우싱
디가우싱(Degaussing)은 자기장으로 하드디스크를 물리적으로 복구 불가능하게 지우는 과정이다. 가우스에서 이름이 파생되었다. '디가우서(Degausser)'라는 장비에 하드디스크를 넣어서 이 장비를 작동시키면 하드디스크의 저장 장치와 플래터가 망가져 모든 기록이 복구 불능의 상태가 된다. 자기 이력을 완전히 지우기는 힘들기 때문에 거의 인식할 수 없는 정도만 남기는 것을 목적으로 한다. 
컴퓨터에 저장된 정보를 삭제하는 방법에는 '파일 삭제'를 사용하는 방식과 '디가우싱' 방식이 있다. 운영 체계의 '파일 삭제'를 이용한 삭제는 누구나 흔히 사용하는 방법이다. 이 방법은 파일을 지운 뒤에도 하드디스크에 흔적이 남아있어 복구 프로그램을 돌려서 복원할 수 있다. 반면, 디가우싱은 강한 자기장을 이용해 파일을 없애는 방식으로, 저장 장치를 훼손시키기 때문에 복구 프로그램을 돌려도 복원할 수가 없다.

## 자기 기록 매체에서의 사용
디가우싱은 컴퓨터 저장 매체의 데이터를 지우는 데 사용된다. 하드 디스크의 데이터를 디가우싱으로 지울 수 있다.